# Jacob Cornelis van Staveren
Jacob Cornelis van Staveren (Amsterdam, 22 oktober 1889 – Arnhem, 23 januari 1979) was een Nederlands elektrotechnische ingenieur en buitengewoon hoogleraar aan de Universiteit Utrecht.

## Biografie
Van Staveren werd geboren in Amsterdam als zoon van Jacob Cornelis van Staveren sr. en Sophia Maria Troll. Na de hogereburgerschool studeerde hij aan de Technische Hogeschool Delft. In 1912 behaalde hij hier onder Clarence Feldmann zijn ingenieursdiploma in de elektrotechniek.
Een aantal jaar was hij werkzaam bij Brown, Boveri & Cie (BBC) in het Zwitserse Baden, maar na de uitbraak van de Eerste Wereldoorlog keerde hij terug naar Nederland. Als luitenant van de genie volbracht hij er zijn militaire dienstplicht. Na de oorlog was hij als ingenieur werkzaam bij het "Bureau der Comm. voor Hoogspanningslijnen" in Maastricht.
In 1922 werd hij benoemd tot de eerste directeur van het "Centraal Bureau" van de Vereniging van Directeuren van Elektriciteitsbedrijven in Nederland (VDEN). Vijf jaar later werd hij directeur van de "N.V. tot Keuring van Electrotechnische Materialen" (KEMA) in Arnhem, een positie die hij tot 1964 behield. Daarnaast werd hij in 1930 benoemd tot bijzonder hoogleraar elektrotechniek in Utrecht; vanaf 1939 bijzonder hoogleraar technische fysica.
Gedurende zijn actieve carrière nam Van Staveren deel in diverse elektrotechnische comités op het gebied van normalisatie en standaardisatie van de elektrotechniek en de energievoorziening, zowel nationaal als internationaal.
Van Staveren overleed in 1979 op 89-jarige leeftijd. Hij was gehuwd met Wilhelmina Maria Krempel (1889-1965).